# Siparuna gentryana
Siparuna gentryana är en tvåhjärtbladig växtart som beskrevs av Susanne Sabine Renner. Siparuna gentryana ingår i släktet Siparuna och familjen Siparunaceae. Inga underarter finns listade i Catalogue of Life.